# Артимоновка
Артимоновка (рум. Artimonovca) — село в Чимишлийском районе Молдавии. Наряду с сёлами Жавгур и Максимены входит в состав коммуны Жавгур.

## География
Село расположено на высоте 128 метров над уровнем моря. Недалеко от восточной окраины села по направлению с севера на юг протекает река Ялпуг.

## Население
По данным переписи населения 2004 года, в селе Артимоновка проживает 62 человека (23 мужчины, 39 женщин).
Этнический состав села:
| Национальность | Число жителей | Процентный состав |
| -------------- | ------------- | ----------------- |
| молдаване      | 40            | 64.52             |
| украинцы       | 18            | 29.03             |
| русские        | 3             | 4.84              |
| болгары        | 1             | 1.61              |
| Всего          | 62            | 100 %             |